# جون ك. براون
جون ك. براون (بالإنجليزية: John C. Brown)‏ هو محامي وسياسي أمريكي، ولد في 6 يناير 1827 في الولايات المتحدة، وتوفي في 17 أغسطس 1889 في نفس البلد. حزبياً، نشط في حزب اليمين والحزب الديمقراطي. وقد انتخب حاكم تينيسي ‏ (10 أكتوبر 1871 – 18 يناير 1875).